# Dubhghall mac Ruaidhri
Dubhghall mac Ruaidhri (fl. XIII secolo) fu un re delle Isole Ebridi e di Argyll.

## Biografia
Era il figlio di Ruaidhri mac Raghnaill. Combatté a fianco di Haakon IV di Norvegia per il controllo delle Ebridi, contro le pretese scozzesi.